# The Mysterious Mr. Valentine
The Mysterious Mr. Valentine ist ein US-amerikanischer Film-Noir-Kriminalfilm aus dem Jahr 1946.

## Handlung
Eine junge Frau namens Janet Spencer hat nachts auf einer Landstraße eine Reifenpanne und bittet im nächsten Haus den Chemiker John Armstrong um Hilfe, der dort mit seinem Partner Ralph Doane eine kleine Chemiefabrik betreibt. Als sie klopft, ist Armstrong gerade dabei, die Leiche von Doane in einen Nebenraum zu ziehen. Dann bittet er Janet herein, lässt sie telefonieren, geht wieder in den Nebenraum und ist geschockt darüber, dass die Leiche verschwunden ist. Kurz darauf taucht Armstrongs Ehefrau Rita mit einem Fotografen auf, um einen Beweis für die Untreue ihres Mannes zu bekommen. In Panik flieht Janet in Ritas Auto, wird von einem entgegenkommenden Auto geblendet, und plötzlich liegt ein Toter auf der Straße. Die Fahrer des anderen Autos bieten Janet an, den Mann ins Krankenhaus zu bringen.
Janet lernt durch einen weiteren Autounfall den Privatdetektiv Steve Morgan kennen, der ihr seine Hilfe anbietet. Am nächsten Tag erhält Janet von einem geheimnisvollen Mr. Valentine einen Drohbrief: Sie soll 25.000 Dollar bezahlen oder man werde sie wegen Mordes und Fahrerflucht anzeigen. Inzwischen erfährt Steve von dem Versicherungsagenten Sam Priestley, dass Armstrong der Begünstigte von Doanes Lebensversicherung in Höhe von 100.000 Dollar war – und dass die Summe bereits ausgezahlt ist. Zudem wird Steve von Rita angeheuert, um etwas über die Untreue ihres Mannes herauszufinden. Dieser hat tatsächlich eine Affäre, und zwar mit Lola Carson, die anscheinend die Versicherungssumme mit Armstrong zusammen kassieren will.
Steve untersucht Ritas Auto und spricht mit dem Leichenbeschauer; so findet er heraus, dass Doane nicht durch den Autounfall getötet worden sein kann, sondern bereits tot vor das fahrende Auto geworfen wurde. In der Chemiefabrik sucht Steve nach weiteren Spuren und wird von Mr. Valentine niedergeschlagen. Als er aus seiner Ohnmacht erwacht, ist die Polizei bereits da. Der Polizei-Lieutenant Jones, der auf Privatdetektive herabblickt, ermahnt Steve, sich aus Mordfällen herauszuhalten und bei seinen Fremdgeh-Geschichten zu bleiben.
Jones will Janet wegen Mordverdachts festnehmen, doch Steve gelingt es, sie freizubekommen. Inzwischen wird auch Armstrong ermordet, und wegen ihrer Eifersucht gilt Rita als Hauptverdächtige. Janet soll nun die Erpressungssumme übergeben und geht mit einem falschen Geldbündel aus Zeitungspapier zum vereinbarten Treffpunkt, der Chemiefabrik. Dort trifft sie auf Lola und zwei ihrer Komplizen. Diese wollen Janet töten, doch mit Steves Hilfe kann sie fliehen.
Nun kann Steve der Polizei beweisen, dass Lola zusammen mit Armstrong den Mord an Doane plante und dann auch Armstrong töten ließ, als der das Geld für sich behalten wollte. In Lolas Hotelzimmer kann die Polizei nun auch den Mann festnehmen, der sich in Briefen und Erpresser-Anrufen (mit verstellter Stimme) als Mr. Valentine ausgab: Es ist der Versicherungsagent Priestley, der auch zu Lolas Komplizen gehört.
Im Lauf der Ereignisse sind sich Steve und Janet immer nähergekommen und haben sich ineinander verliebt. Jones, der Steve nun als Kollege respektieren kann, empfiehlt den beiden in der Schluss-Szene des Films, sich nun für die Flitterwochen etwas freizunehmen. Und in Anspielung an Steves typischen Satz, mit dem er um Kunden wirbt (I could use you ... as a client. – „Ich kann Sie gebrauchen ... als Klientin“) bemerkt Janet scherzhaft, dass sie Steve nun auch gebrauchen kann – als Ehemann.

## Produktion
Der Film von Republic Pictures produzierte Film wurde im Mai und Juni 1946 gedreht und kam am 3. September dieses Jahres in die amerikanischen Kinos.

## Rezeption
“Republic’s noirs were always fatalistic, dense, and claustrophobic, and the first minutes of The Mysterious Mr. Valentine are so crammed with narrative coincidence as to almost defy description.”

„Die Film noirs von Republic Pictures waren immer fatalistisch, dicht und klaustrophobisch, und die ersten Minuten von The Mysterious Mr. Valentine sind so vollgepackt mit erzählerischen Zufällen, dass man es kaum beschreiben kann.“

“It’s not particularly noir, and the opening title sequence is more suggestive of a rom-com than anything [...], but it also packs a lot action and plot (and some corny dialogue) into its fifty-six minute running time.”

„Er ist nicht besonders „noir“, und der Vorspann deutet eher eine romantische Komödie an [...], aber er packt auch sehr viel Action und Handlung (und etwas kitschige Dialoge) in seine 56 Minuten Laufzeit.“

„Der Humor ist oft zwiespältig, und die Inszenierung schafft es jenseits der dynamischen ersten 7 Minuten und trotz vieler Nachtszenen und solider Kameraarbeit [...] nicht, die Spannung und das Interesse am Ausgang des Films auf hohem Niveau zu halten. [...] Steve Morgan ist ein biederer Allerweltstyp, der nichts mit den weltweisen, zynischen und gebrochenen Antihelden eines Film Noirs à la Murder, My Sweet (USA 1944) gemein hat. [...] In letzter Konsequenz ist The Mysterious Mr. Valentine mit einer Laufzeit von unter einer Stunde nicht der schlechteste jener B-Filme seiner Zeit, zugleich aber nur eine lauwarme Kopie von weit besseren Werken der klassischen Ära des Film Noirs.“